# Alegoria Conjugal
A Alegoria Conjugal (em francês:  Allégorie Conjugale), também intitulada Alegoria da Separação (em francês:  Allégorie de la séparation), e ainda formalmente denominada Alegoria de Alfonso d'Avalos (em francês:  Allégorie d'Alphonse d'Avalos), é uma pintura a óleo de Ticiano medindo 1,23 m de altura por 1,07 de largura, realizada em torno de 1530 a 1535, presente hoje na coleção do Museu do Louvre.
Registrou sobre a obra Georg Grunau (em livre tradução): "Sobre o nome tradicional [Alegoria de Alfonso d'Avalos] certamente há algum erro, mas como o assunto permanece obscuro, pode ser deixado para [designar] a figura. Deve ter sido pintado por volta de 1530 a 1535, no mesmo período de "A Virgem da Lapa" ou a Madona com Santa Catarina, em Londres, e não distante no tempo da "Apresentação da Virgem". As várias reproduções existentes, diferindo quanto a detalhes, mostram que esta composição foi bastante famosa. Talvez tenha sido da coleção de Carlos I (...) Foi da coleção de Luís XIV".
A obra foi bastante reproduzida, e mesmo um trabalho sem cores, em nanquim (bico-de-pena), sanguínea e tinta marrom, com dimensão diminuta (23,8 por 26,4 cm), é mantida no acervo do Louvre.

## Galeria de reproduções

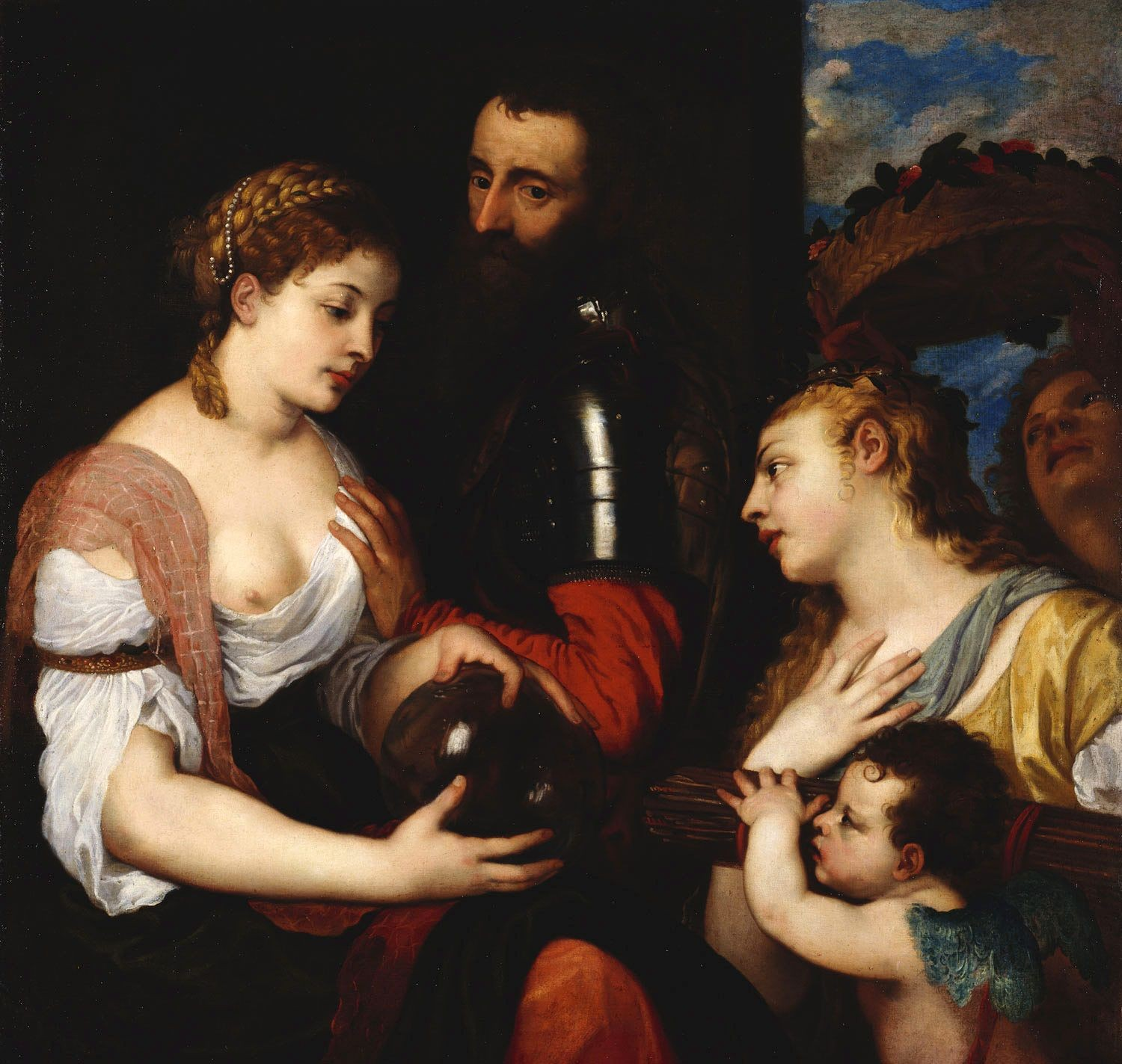
Pós-Ticiano: Allegory of Alfonso d'Avalos, c. 1610–1690
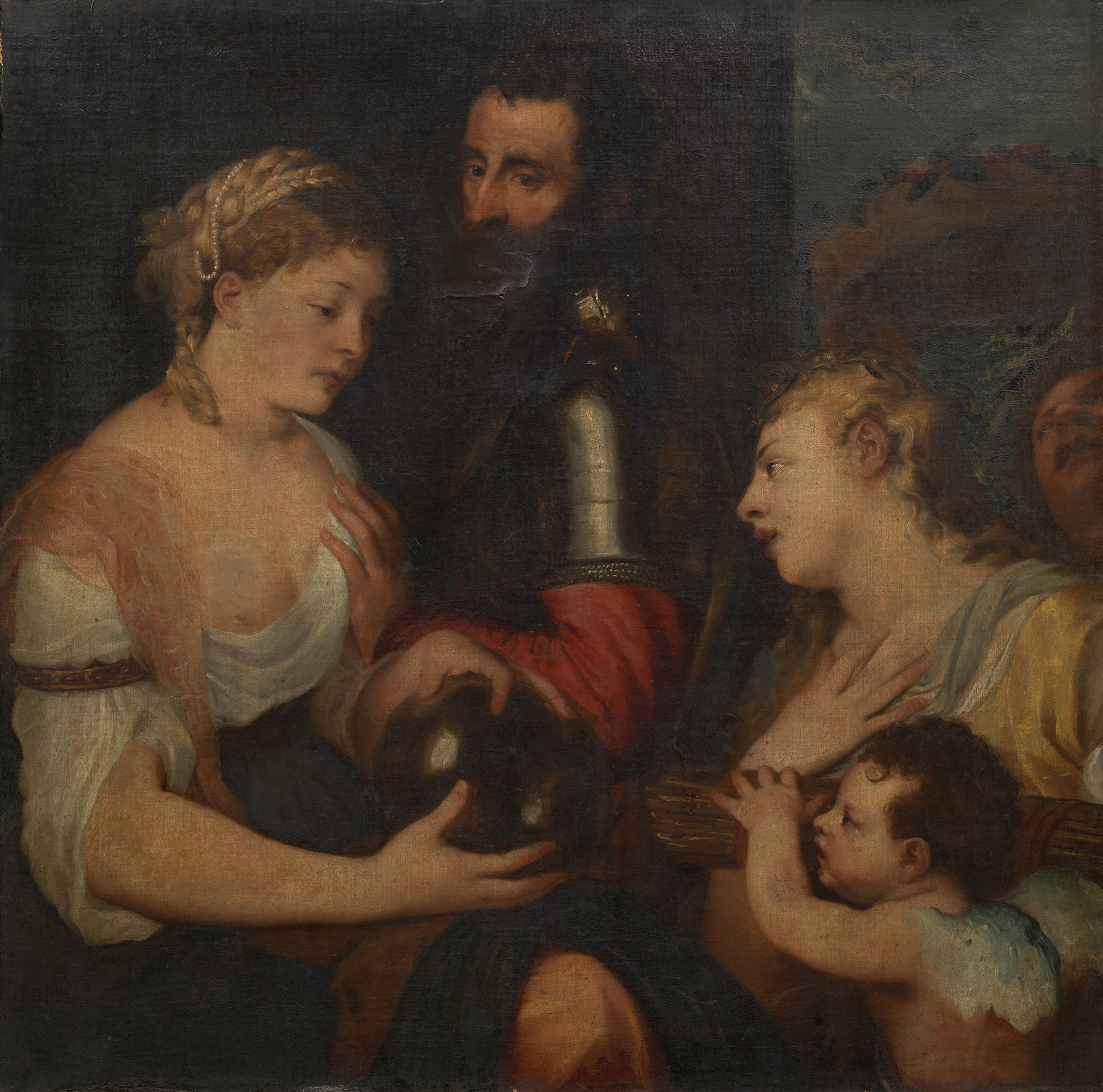
Pós-Ticiano: Allegory of Alfonso d'Avalos, c. 1625–1649
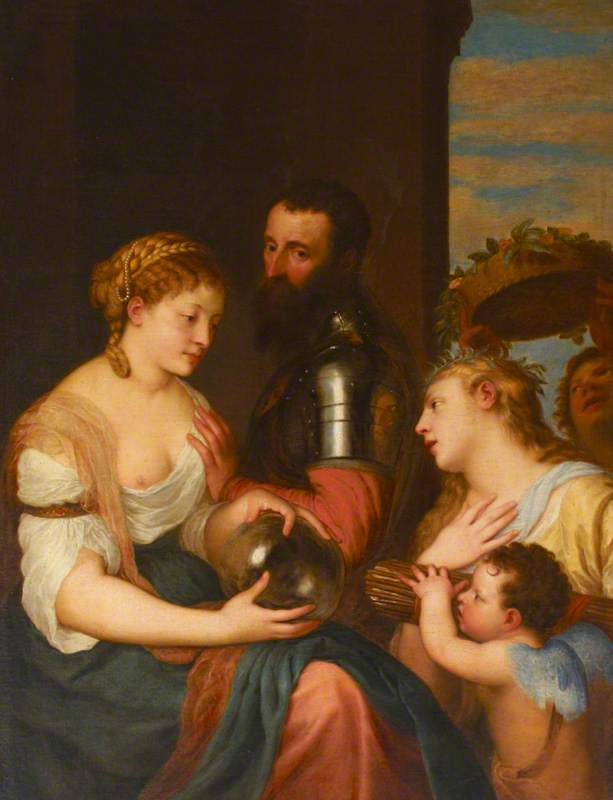
Pós-Ticiano: An Allegory of Marriage, 17th century
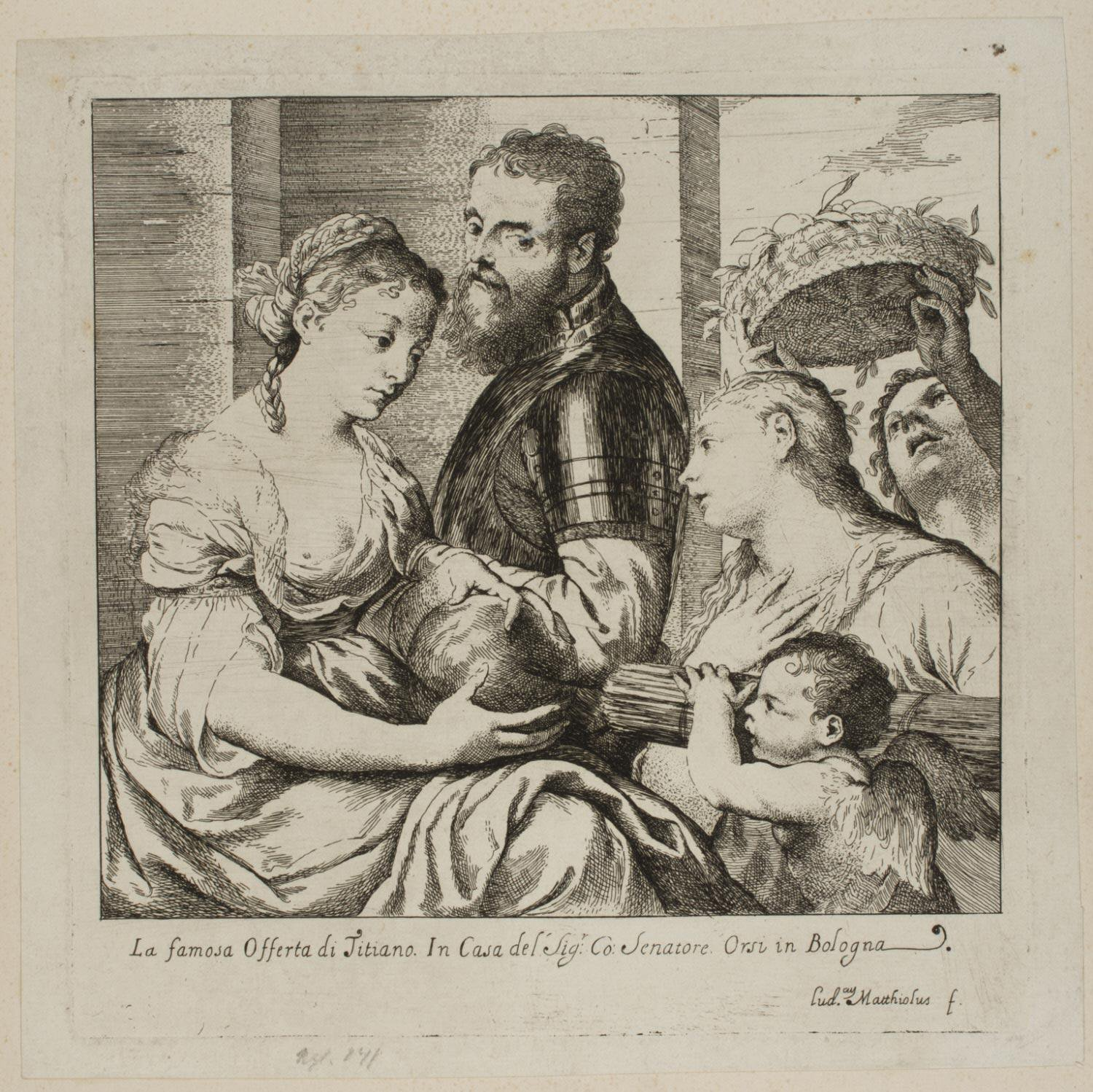
L. Mattioli, pós-Ticiano: Allegory of Alfonso d'Avalos, c. 1700
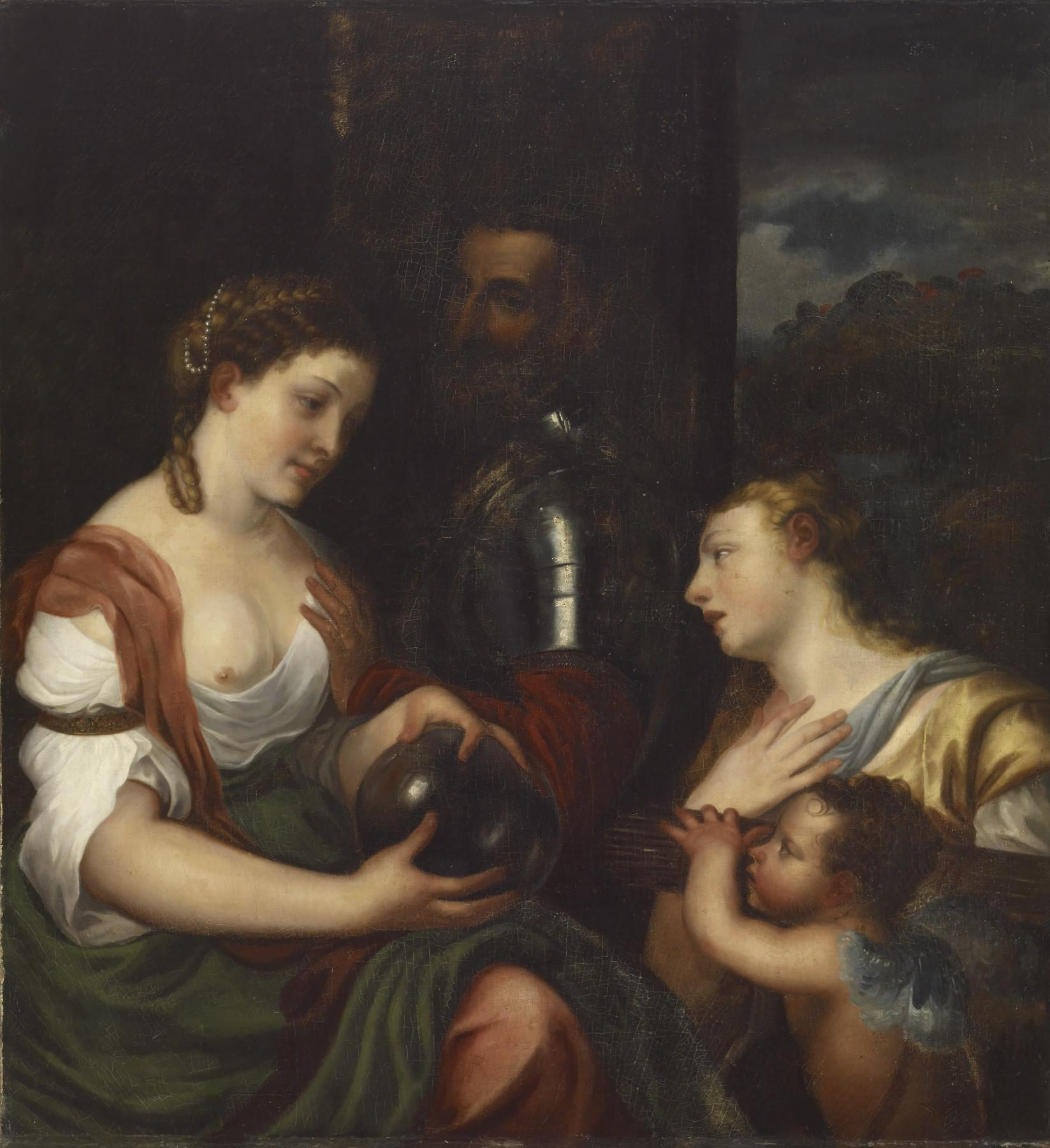
A. J. Miller, pós-Ticiano: Allegory of Alfonso d'Avalos, c. 1833
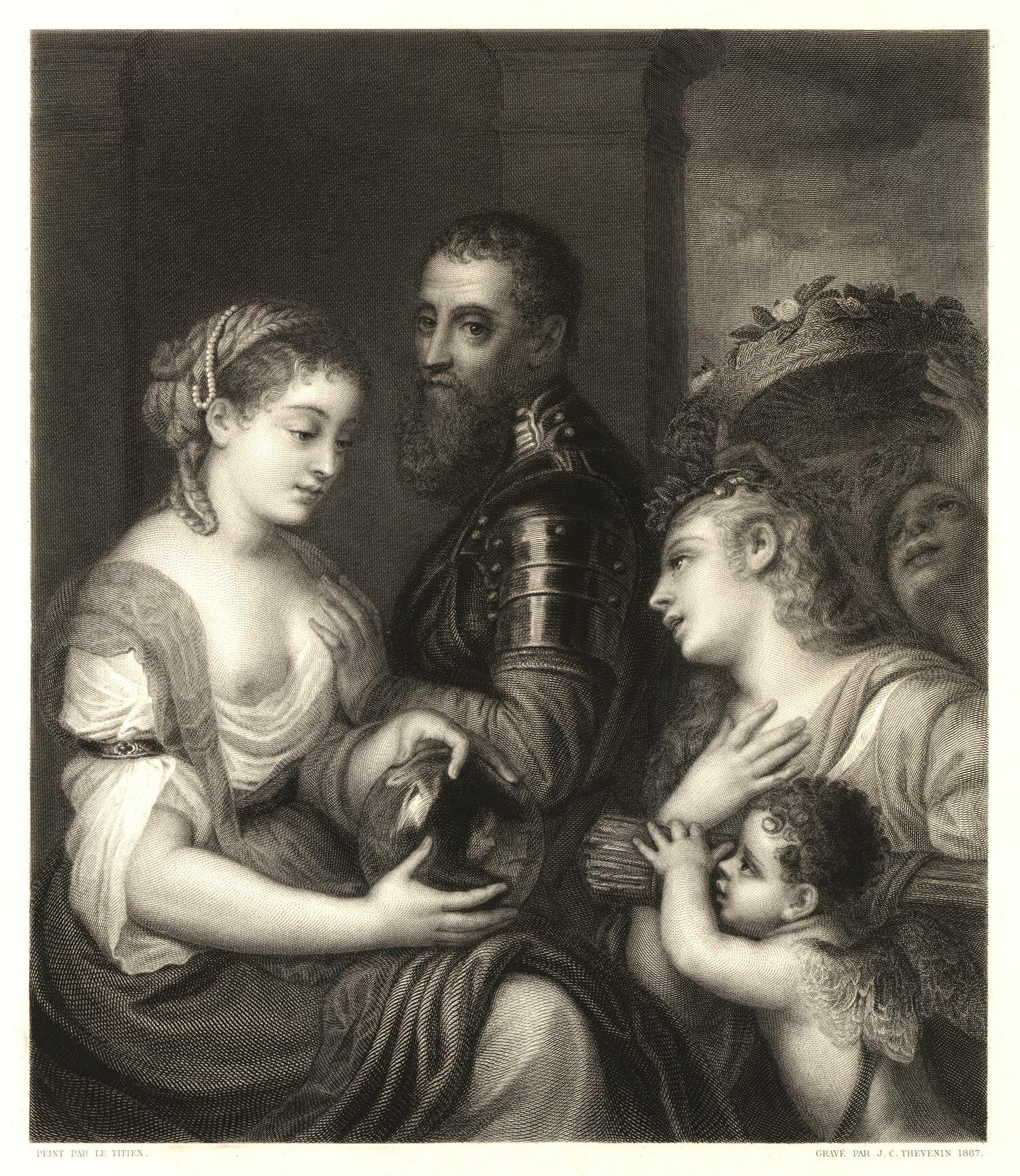
Pós-Ticiano: Alphonse d'Avalos, Marquis de Guast, 1867
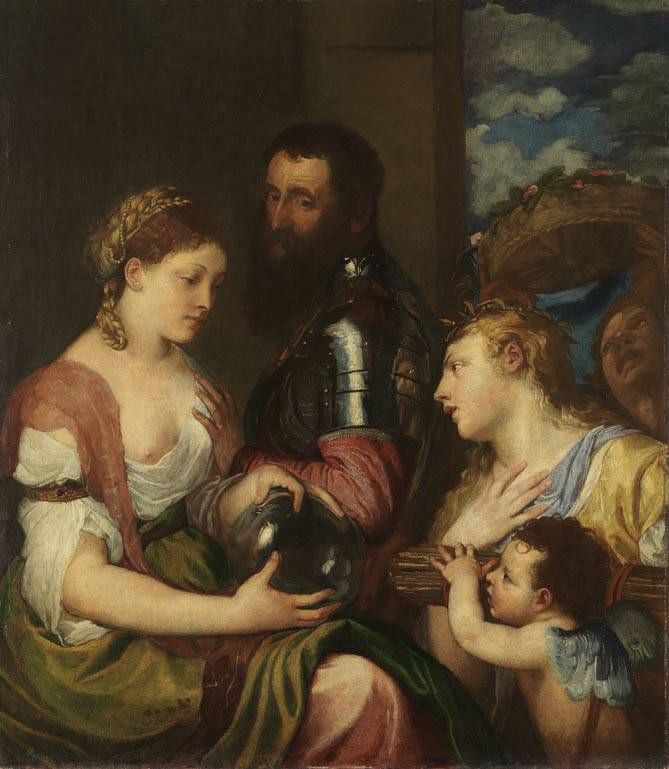
E. F. von Liphart, pós-Ticiano: Allegory of Alfonso d'Avalos, Marqués del Vasto, c. 1877